# Zygodon rupestris
Zygodon rupestris (deutsch Fels-Jochzahnmoos oder Gewöhnliches Jochzahnmoos) ist eine Laubmoos-Art aus der Familie Orthotrichaceae.

## Merkmale
Die bis 1,5 Zentimeter großen Pflanzen bilden lockere, weiche, oben gelbgrüne Rasen. Die aufrechten Stämmchen sind einfach oder verzweigt. Die linealisch-lanzettlichen, oben gekielten, scharf gespitzten und bis zwei Millimeter langen Blätter sind feucht sparrig abstehend, trocken anliegend bis leicht spiralig gedreht oder verbogen. Die Blattrippe reicht bis in die Blattspitze. Die Blattzellen sind unten wasserhell und kurz rechteckig, oben unregelmäßig rundlich, dickwandig, stark papillös und 6 bis 9 Mikrometer groß.
Die Geschlechterverteilung ist diözisch. Sporogone sind sehr selten. Der Verbreitung dienen die reichlich gebildeten Brutkörper, diese sind ellipsoidisch bis spindelförmig, 22 bis 27 Mikrometer breit und 50 bis 80 Mikrometer lang. Die vier bis fünf Zellen der Brutkörper sind nur mit regelmäßigen Wänden quer zur Längsrichtung geteilt, in der Spitze kann manchmal eine Schrägwand vorhanden sein.

## Standortansprüche
Das Moos wächst besonders in collinen bis montanen Höhenlagen in luftfeuchten bis trockenen, schattigen bis lichtreichen, aber nicht direkt sonnigen Lagen an Laubholzstämmen in lichten Wäldern, an Waldrändern oder an freistehenden Obstbäumen, seltener auf Kalkgestein oder Erde.

## Verbreitung
Weltweit gibt es Vorkommen in Europa, Makaronesien, in der Türkei, im Kaukasus, in Nordafrika und in Nordamerika. Der Verbreitungsschwerpunkt liegt in mediterranen und submediterranen Gebieten.